# Salagosa
Salagosa (лат.) — род мелких мирмекофильных жуков-ощупников из подсемейства Pselaphinae (Staphylinidae).

## Распространение
Неотропика.

## Описание
Мелкие коротконадкрылые жуки—ощупники, длина тела менее 5 мм. Основная окраска красновато-коричневая. Усики 11-члениковые. Лапки с двумя коготками. Пронотум со срединной продольной бороздкой. Три первых тергита брюшка примерно равной длины, четвёртый тергит значительно крупнее Род был впервые выделен в 1904 году французским дипломатом и зоологом Ашилем Раффре (1844–1923); включён в состав трибы Trogastrini (Faronini) из надтрибы Euplectitae (Faronitae).
- Salagosa brevipennis — S. cekalovici — S. depressa — S. gracilis — S. kuscheli — S. longipennis — S. minuscula — S. nahuelbutae — S. obtusifrons